# Anders Duus
Anders Duus, född 30 juni 1975 i Hammarö församling, är en svensk dramatiker och översättare.

## Biografi
Duus tog examen från Dramatiska Institutet 2004, och var samma år inbjuden till International Residency at The Royal Court Theatre i London. 2006 var han inbjuden till Stückemarkt vid Theatertreffen i Berlin med pjäsen Allt ska bort. Samma år tilldelades han Henning Mankell-stipendiet. Hans dramatik har fyra gånger valts ut till svenska Scenkonstbiennalen, senast 2019 med Glasäpplen. Han har skrivit ett femtiotal pjäser som spelats såväl i Sverige som utomlands.
Duus har tilldelats flera priser och stipendier, bland annat Det svenska Ibsensällskapets Ibsenpris 2017, Sveriges författarfonds femåriga arbetsstipendium 2018 och Region Sörmlands kulturstipendium 2021.